# 克卜勒感興趣天體
克卜勒感興趣天體（KOI）是由克卜勒太空望遠鏡觀測到，被懷疑擁有一顆或多顆行星凌的恆星。KOIs來自有150,000顆恆星的主清單，該清單本身是由克卜勒輸入星表（KIC）生成的。每顆KOI都會顯示週期性變暗，表明一顆看不見的行星在恆星和地球之間經過，食了恆星的一部分。然而，這種觀測到的變暗並不能保證是行星凌日，因為其他天體，例如背景中的食雙星，可以模仿凌日的信號。出於這個原因，大多數KOIs尚未被證實是凌日行星系統。

## 歷史
根據2009年5月2日至2009年9月16日期間的觀測，KOIs清單於2010年6月15日首次公開發佈，其中包含306顆疑似擁有系外行星的恆星。同時還宣佈還發現了另外400顆KOIs，但不會立即向公眾發佈。這樣做是為了讓克卜勒團隊成員進行後續的觀察。
2011年2月1日，釋出在同一時間段內進行的第二次觀測報告，包含改進的日期縮減，並列出了997顆恆星周圍的1,235個凌日信號。

## 命名公約
克卜勒觀測到的被認為是凌日事件的候選者，命名為"KOI"，後跟一個整數。對於與特定KOI相關的每組週期性凌日事件，該恆星的KOI編號中都會添加一個兩位數的小數。例如，在恆星KOI-718周圍發現的第一個凌日事件候選者被指定為KOI-718.01，而第二個候選者是KOI-718.02，第三個是KOI-718.03。一旦凌日候選者被驗證為行星（見下文），這顆恆星被指定為"克卜勒"，後跟一個連字元和一個整數。相關的行星具有相同的名稱，後跟每個發現順序的字母。

## 關於KOIs的克卜勒數據
對於克卜勒觀測凌日的所有150,000顆恆星，都有每顆恆星的表面溫度，半徑，表面重力和質量的估計。這些量來自克卜勒太空望遠鏡發射前，在弗雷德·勞倫斯·惠普爾天文台以1.2米反射鏡進行的光度測定的觀測。對於KOIs，還有關於每個傳輸信號的數據：信號的深度，信號的持續時間和信號的週期（雖然有些信號缺少最後一條資訊）。假設信號是由行星引起的，這些數據可以用來獲得行星相對於其母恆星的大小，行星與母恆星大小的相對距離（假設零偏心率），以及行星的軌道週期。結合前面描述的恆星估計性質，可以估計行星的絕對大小，它與主星的距離以及它的平衡溫度。

## 混淆的來源

### 誤報
雖然據估計90%的KOI凌日候選者是真正的行星，預期一些KOI將是偽陽性，即不是實際的凌日行星。預期這些誤報中的大多數是食雙星，由於在空間上比前景的KOI更遠，因此更暗，但與天空中的KOI太近，使克卜勒望遠鏡無法區分。另一方面，在克卜勒觀測到的15萬顆恆星中，數據的統計波動預期不會造成一個誤報事件。

### 錯誤識別
除了誤報之外，凌日信號也可能是由於行星比克卜勒估計的要大得多。當有光源而不是簡單的恆星被凌日時，例如在聯星系統中就會發生這種情況。在這種情況下，產生光的表面積比假設的要大，因此給定的傳輸信號比假設的要大。由於大約34%的恆星系統是聯星，高達34%的KOI行星信號可能來自聯星系統中的行星，因此比估計的要大（假設行星在聯星系統中形成的可能性與在單星系統中形成的可能性一樣大）。然而，額外的觀測可以排除這些可能性，並且對於確認任何給定行星候選者的性質至關重要。

## 驗證候選者
為了確認KOI確實具有已預測的行星，而不是假陽性或誤認，需要進行額外的觀察。最成熟的確認方法是獲得作用在KOI上的行星的徑向速度測量值。然而，對於許多KOI來說，這是不可行的。在這些情況下，使用地面望遠鏡的散斑成像或自適應光學成像可用於大大降低背景食雙星的可能性。據估計，這種後續觀測將此類背景物體的幾率降低到0.01%以下。此外，可以採取KOI的光譜來觀察恆星是否是聯星系統的一部分。

## 值得注意的KOIs

### 已確認行星的KOIs
截至2016年8月10日，克卜勒已經發現與確認圍繞1,647顆恆星運行的2,329顆行星，以及4,696顆候選行星。

#### 先前探測到的行星
以前從地面觀測中已知的行星，經由克卜勒任務重新觀測，在克卜勒太空望遠鏡視場內已被確定為克卜勒-1、克卜勒-2和克卜勒-3這三顆恆星。這三顆恆星之前被編目為GSC 03549-02811、HAT-P-7和HAT-P-11。

#### 克卜勒團隊確認的行星
克卜勒首先觀測到八顆恆星具有指示凌日行星的信號，此後它們的性質得到了證實。這些恆星是：克卜勒-1658、KOI-5、克卜勒-4、克卜勒-5、克卜勒-6、克卜勒-7、克卜勒-8、克卜勒-9、克卜勒-10、和 克卜勒-11。其中，克卜勒-9和克卜勒-11被確認有多顆行星行星（分別為3顆和6顆）。繞行克卜勒-1658的克卜勒-1658b（KOI-4.01）在2019年得到確認。

#### 其它合作證實的行星
從向公眾發佈的克卜勒數據來看，克卜勒-40這個系統已被證實有一顆行星。

### 帶有未經證實行星的KOIs
克卜勒-20（KOI-70）有凌日信號，表明至少存在四顆行星。KOI-70.04是迄今為止在主序星周圍發現的最小的太陽系外行星之一（半徑為0.6地球半徑），也僅次於屍鬼星。克卜勒推斷KOI 70.04的性質具有行星（而不是假陽性或誤認）的可能性估計為>80%。
2011年2月1日的數據中發佈的六個凌日信號表明，行星既"類地"（大小小於地球半徑2），又位於母恆星的適居帶內。它們是：KOI-456.04、KOI-1026.01、KOI-854.01、KOI-701.03、KOI 326.01、和KOI 70.03。最近的一項研究發現，這些候選者之一（KOI-326.01）實際上比最初報導的更大、更熱。目前，在類太陽恆星周圍的適居帶中唯一凌日的"類地"候選者是繞行克卜勒-160的KOI-456.04。
2011年9月繆爾黑德（Muirhead）等人的一項研究報告稱，重新校准克卜勒樣本中幾顆矮星的估計半徑和有效溫度，在其恆星的適居帶內產生了六個新的類地大小的候選者：KOI-463.01、KOI-1422.02、KOI-947.01、KOI-812.03、KOI-448.02、KOI-1361.01。 （页面存档备份，存于）

### 非行星天體
一些KOIs包含比它們凌日恆星更熱的凌日天體，表明較小的天體是通過質量傳遞形成的白矮星。這些天體包括 KOI 74、KOI 81 和KOI 959。
KOI 54被認為是一個半長軸為0.4 AU，包含兩顆處於高度偏心軌道上的A型恆星系統。在近拱點期間，潮汐扭曲導致系統的週期性變亮。此外，這些潮汐力在一顆（或兩顆）恆星中引起共振脈動，使其成為第四個已知表現出這種行為的恆星系統。In addition, these tidal forces induce resonant pulsations in one (or both) of the stars, making it only the 4th known stellar system to exhibit such behavior.
KOI 126 是一個三合星系統，包括兩顆相互繞行，週期為1.8天，半長軸為0.02天文單位的低質量（0.24和0.21 太陽質量（M☉））恆星。它們一起繞著一顆質量為1.3 M☉的恆星運行，其週期為34天，半長軸為0.25天文單位。所有三顆恆星都互食，因此可以精確測量它們的質量和半徑。這使得恆星中有2顆是已知的完全對流低質量恆星，可以準確地確定它們的參數（即好於百分之幾）。另外2顆恆星構成了天龍座CM型的食雙星系統。

## 進階讀物
- . 2011-02-08  [2011-02-10]. （原始内容存档于2011-07-08）.
- Overbye, Dennis. . The New York Times. 2 February 2011  [2011-02-10]. （原始内容存档于2023-05-31）.
- . NASA. 2011-02-01  [2011-02-14]. （原始内容存档于2011-05-12）.
- Cumulative table of KOI objects （页面存档备份，存于）